# 桔鰭棘鯛
桔鰭棘鯛，又稱桔鰭鯛，俗名烏格、黑格、厚唇，是輻鰭魚綱鱸形目鯛科的其中一種。

## 分布
本魚分布於西北太平洋區，包括琉球群島至台灣海域。

## 深度
水深3至50公尺。

## 特徵
本魚體呈灰黃色，各鰭均呈金黃色，背鰭、尾鰭外緣有黑邊。犬齒較黑棘鯛尖銳，兩頜側方臼齒有3至4列。側線上鱗列有5列。體長可達45公分。

## 生態
本魚棲息在據沙泥底質的海域，偶而會侵入河口，肉食性，以甲殼類、棘皮動物、魚類及軟體動物為食。幼魚期生活在半鹹水區。

## 經濟利用
高級的食用魚，可用燒烤或煮湯或紅燒食用，在日本為養殖魚類，具高經濟價值。